# Barbu Pițigoi
Barbu Pițigoi (n. 17 noiembrie 1931, Broșteni, Argeș-7 iulie 2024) a fost un deputat român în legislatura 1992-1996 și în legislatura 1996-2000, ales în județul Argeș pe listele partidului PNȚCD / PER. În 1973, Barbu Pițigoi a obținut titlul de doctor în științe tehnice - mecanica fluidelor. 